# أساقفة غزة
أساقفة غزة
كان لأساقفة غزة مركز كبير عند الدولة الرومانية, حيث دخلت الديانة المسيحية فيها, وأصدرت الأوامر الملكية بهدم المعابد الوثنية التي كانت بها, وأول من بشر فيها الرسول فيلبس تلميذ القديس بولس.
1- سلوانوس, قيل إنه أول أسقف في غزة سنة 285م.
2- هيلاريون, وقد ولد من أبوين وثنيين في ثافاتا بقرب غزة، ودرس الديانة المسيحية وتنصر وأنشأ منسكاً بين غزة وميوما وهو دير الدارون سنة 290م, فكان أقدم دير في فلسطين.
3- بطرس الرهاوي,أسقف غزة وما يليها من الضياع أواسك القرن الثالث.
4- إسكلبياس, حضر المجمع الأول المنعقد في نيقا سنة 325م.
5-إبرينون, حضر المجمع الأنطاكي سنة 363م, وفي زمنه بنيت كنيسة إيريني بغزة.
6- إنياس.
7- برفيريوس, الذائع الصيت, وفي مدته وبمساعيه بنيت الكنيسة الأفذوكسية, توفي سنة 450م.
8- بطرس أبيروس, أثيم سنة 451م على غزة وميوما.
9- أنيوس الغزي, كان أفلاطوني المذهب.
10- زخريا الخطيب الميومي.
11- مارقيانوس الغزي. كان أخوه والياً على مدينة غزة سنة 536م فعاضده في أعماله الدينية, ورعى المسيحيين بغزة وفي عهده احتلت جنود الإمبراطورية الرومانية مدينة غزة, وشيد اعداداً من الأبنية, وأعاد بناء سور غزة وأضاف إليه بعض الأبراج.
12- بروقوبيوس, في أواخر القرن الخامس.
13- قوموديان الغزي, اشتهر في منتصف القرن السادس. ومن تلاميذه خوربقيوس الكاتب الشهير.
14- المطران سليمان الغزي, أوائل القرن الرابع عشر, الشاعر الأديب, ترجم له الأستاذ عيسى إسكندر المعلوف , وذكر أن له ديوان شعر يحتوي على 69 قصيدة تبلغ 1778 بيتاً نظمها قبل ترقيته لدرجة الأسقفية ومنها قوله
النفس تبقى والجوارح تتلف.......... حتى يبيد الهيكل المتألف
فيصير كالطفل الذي حركاته.......... وقواه عن دفع المضرة تضعف
15- ثيودوسيوس القبرصي.
16- بائيسيوس الساقزي, المتوفي سنة 61678م.
17- خريستو ذولوس, مطران غزة والرملة.
18- صفروكمنيوس, أوائل القرن العشرين ومقره بالقدس وله تأثير في غزة التي تتبع أسقفيتها البطريركية الأورشلمية وباستيلاء الإفرنج على فلسطين حلت الكنيسة اللاتينية محل الكنيسة الأرثوذكسية وتركت أسقفية غزة لليونان لأن أهالي غزة كانوا يوناناً وثنيين فتنصروا.

## المصدر
اتحاف الأعزة في تاريخ غزة